# Fredrik Winblad von Walter
Henric August Simeon Fredrik Winblad von Walter, född 5 januari 1857 i Hamre, Forsa socken, Hälsingland, död 30 maj 1950 i Fredriksfors i Delsbo socken, var en svensk militär, berättare och spelman.

## Biografi

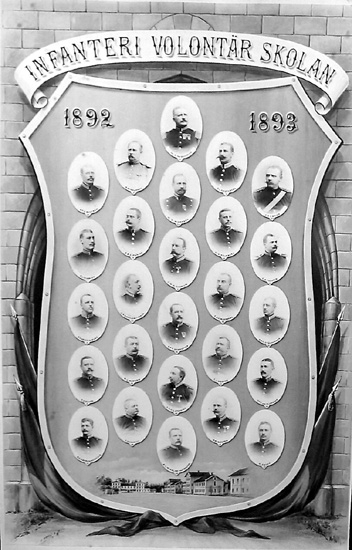
von Winblad med flera i Karlsborg

Fanjunkarsonen Fredrik Winblad von Walter skulle enligt fadern inte själv bli militär och fick börja vid ångsågen i Forsa vid åtta års ålder. Trots bristen på formell undervisning hann han lära sig en del om matematik av en förkantare på sågen, att läsa av en före detta trumslagare, att skriva av en inflyttad norrman och undervisades i Bibeln och kristendomen av sin mor. Han började som volontär vid Arbrå kompani 1876 och gick volontärskola i Karlsborg och fick tjänst där som korpral innan han befordrades och återvände till hemkompaniet som sergeant. Han kommenderades åter till Karlsborg som lärare 1882 och fick chans att bilda sig ytterligare. 1890 återvände han igen till Hälsingland, nu som sergeant av första graden vid Forsa kompani. 1893 till 1894 kunde han genom ett stipendium studera vid tekniska skolan i Stockholm under August Malmström. År 1903 blev han fanjunkare vid Färnebo kompani och 1905 flyttades han till Järvsö kompani och utnämndes till svärdsman innan han pensionerades 1907, vid 50 års ålder. Han var fortsatt inskriven i regementet som reserv till och med 1927 och även efter det fortsatte han att ge sitt bistånd i samband med militärövningar och var på så sätt aktiv i det militära även efter 90 års ålder.

### Kulturellt engagemang
Han var mycket aktiv i hembygds- och spelmansrörelsen i början på 1900-talet och en skicklig fiolspelare.  Bland annat var han uppgiftslämnare till Landsmåls- och folkminnesarkivet i Uppsala och som folkmusikupptecknare samt skrev artiklar i Ungdomsringens tidning Hembygden. Han skrev och berättade ofta och publicerade ibland sina alster i antologin Hälsingerunor. När han föreläste gjorde han det i regel utan att begära ersättning. Hans mest kända verk är boken Hälsingeminnen utgiven 1910, en samling sägner, skrönor och berättelser från det hälsingska kulturarvet. Mycket av det han skrev och berättade har senare visat sig vara falsarier och fantasier.
von Walter målade också gärna porträtt, fornnordiska motiv eller naturskildringar, men vann aldrig erkännande som konstnär. Trots det kan man finna målningar och hela interiörer skapade av hans hand på olika håll i Hälsingland, bland annat på gården Anders-Larsas i Nordsjö.
Söderhamns Tidning berättar att von Walter var sedd som en bildad man och uppskattad föreläsare i nykterhetssammanhang. Tidningen omnämnde honom också som en av Norrlands främsta sportsmän på grund av hans färdigheter i boxning, fäktning och gymnastik, men även eftersom han kommit in i mål bara någon sekund efter den omtalade norrmannen Halvorsen i en skridskotävling. Under ett måleriarbete på spetälskehemmet på Stenegård ramlade han från en byggnadsställning och skadade höger axel allvarligt, så att han aldrig återfick fullgod rörlighet.

### Familj
Efter pensionen bosatte han sig i "Ruskas-stugan" i Österrike, en by vid Kalvsjöns östra strand i anslutning till Nor i Järvsö socken. bon Walter var känd i bygden som en kyrksam man som regelmässigt fotvandrade den dryga milen in till sockenkyrkan i Järvsö. Han träffade Ingrid Lindahl, vilket ledde till förlovning, tillsammans döpte de om sitt torp till Sagoliden. Enligt folket i bygden ska han ha träffat fästmön när han var ute på harjakt och hon oväntat sköt haren som von Walters jycke drivit framför sig. Fästmön delade i alla fall hans sportintresse och deltog också i jakt, men sårades i bröstkorgen när skottet från hennes gevär gick bakåt. Hon överlevde vådaskottet, men återhämtade sig aldrig helt utan dog istället av tuberkulos på sanatorium den 28 februari 1915 vid 22 års ålder.
Efter hennes död flyttade systerdottern Solgerd med make till Sagoliden, men på grund av trångboddheten flyttade man sedan vidare till "Mörkas-stugan". Därefter flyttade von Walter vidare till brorsonen Eugen i Delsbo 1935 och vidare till släktingar i Fredriksfors 1944. Han skriver flera brev om hur tacksam han är att bli väl omhändertagen på ålderns höst.
Han begravdes klädd i paraduniform på Järvsö kyrkogård. I Kungl. Hälsinge regementes historia omnämns han som en "tvättäkta hälsing" och ett original.